# Acroneuria omeiana
Acroneuria omeiana är en bäcksländeart som beskrevs av Wu, C.F. 1948. Acroneuria omeiana ingår i släktet Acroneuria och familjen jättebäcksländor. Inga underarter finns listade i Catalogue of Life.